# اون داره میاد
| بررسی جمعی           | بررسی جمعی |
| منبع                 | رتبه‌بندی   |
| -------------------- | ---------- |
| متاکریتیک            | ۶۴/۱۰۰     |
| بررسی انتقادی        |            |
| منبع                 | رتبه‌بندی   |
| آل‌میوزیک             | [ ۲ ]      |
| Consequence of Sound | B-         |
| گاردین               | [ ۴ ]      |
| لس آنجلس تایمز       | مثبت       |
| ان‌ام‌ئی               | [ ۶ ]      |
| پیچفورک مدیا         | 4.6/10     |
| مجله اسلنت           | [ ۸ ]      |

اون داره میاد (انگلیسی: She Is Coming) دومین آلبوم چندآهنگه (ئی‌پی) اثر خواننده آمریکایی مایلی سایرس است. این آلبوم در ۳۱ مه ۲۰۱۹ توسط جایو رکوردز منتشر شد. این پروژه، اولین نسخه از زمان ششمین آلبوم استودیوی او اکنون جوانتر (۲۰۱۷) و اولین ئی‌پی او از زمان بهترین وقت زندگی‌مون (۲۰۰۹) است. سایرس در این آلبوم با تهیه‌کنندگانی چون مایک ویل مید ایت و مارک رانسون همکاری کرد. این ئی‌پی به عنوان پروژه‌ای پاپ با تأثیرات از هیپ هاپ، آراندبی، راک و ترپ توصیف شده‌است.

## عملکرد تجاری
ای‌پی با فروش ۳۶۰۰۰ نسخه در شماره پنج بیلبورد ۲۰۰ ایالات متحده نشست، که از این تعداد ۱۲۰۰۰ نسخه آلبوم فروش خالص بود. این دوازدهمین ورودی برتر سایرس در این جدول است.

## فهرست ترانه‌ها
| شماره      | نام                                                   | مدت   |
| ---------- | ----------------------------------------------------- | ----- |
| ۱.         | «دختر مادر»                                           | ۳:۳۹  |
| ۲.         | «نامحسوس»                                             | ۲:۱۰  |
| ۳.         | «رؤیا» (با همراهی Ghostface Killah)                   | ۲:۴۸  |
| ۴.         | «تقدیر» (با همراهی روپال)                             | ۳:۰۹  |
| ۵.         | «مهمانی در خیابان» (همراه سوئه لی و مایک ویل مید ایت) | ۳:۳۷  |
| ۶.         | «بیشترین»                                             | ۳:۴۱  |
| مجموع مدت: | مجموع مدت:                                            | ۱۹:۰۴ |

## جدول‌ها
| جدول (۲۰۱۹)                              | اوج موقعیت |
| ---------------------------------------- | ---------- |
| آلبوم‌های استرالیایی (ای‌آرآی‌ای)           | ۱۰         |
| آلبوم‌های اتریشی (آلبوم‌های او۳)           | ۲۱         |
| آلبوم‌های بلژیکی (اولتراتاپ فلاندرز)      | ۲۱         |
| آلبوم‌های بلژیکی (اولتراتاپ والونیا)      | ۳۵         |
| آلبوم‌های کانادایی (بیلبورد)              | ۴          |
| آلبوم‌های چک (سی‌ان‌اس آی‌اف‌پی‌آی)            | ۹          |
| آلبوم‌های دانمارکی (هیت‌لیستن)             | ۱۲         |
| آلبوم‌های فنلاندی (جدول رسمی فنلاند)      | ۱۱         |
| آلبوم‌های فرانسوی (اس‌ان‌ئی‌پی)              | ۸۵         |
| آلبوم‌های آلمانی (۱۰۰ آلبوم برتر رسمی)    | ۷۴         |
| آلبوم‌های ایرلندی (انجمن صنعت ضبط ایرلند) | ۱۹         |
| آلبوم‌های ایتالیایی (فیمی)                | ۴۴         |
| آلبوم‌های لتونیایی (LAIPA)                | ۶          |
| آلبوم‌های لیتوانیایی (AGATA)              | ۴          |
| آلبوم‌های نیوزیلندی (آرام‌ان‌زد)            | ۱۴         |
| آلبوم‌های نروژی (وی‌جی-لیستا)              | ۴          |
| آلبوم‌های اسکاتلندی (شرکت جدول‌های رسمی)   | ۳۵         |
| آلبوم‌های اسپانیایی (پروموزیکای)          | ۱۷         |
| آلبوم‌های سوئیسی (جدول موسیقی سوئیس)      | ۲۷         |
| آلبوم‌های بریتانیا (شرکت جدول‌های رسمی)    | ۱۸         |
| بیلبورد ۲۰۰ ایالات متحده                 | ۵          |

## تاریخچه انتشار
| کشور  | تاریخ      | فرمت                     | ناشر          | منا.   |
| ----- | ---------- | ------------------------ | ------------- | ------ |
| جهانی | ۳۱ مه ۲۰۱۹ | دانلود دیجیتال استریمینگ | آرسی‌ای رکوردز | [ ۳۲ ] |